# Боровиковський Левко Іванович
Левко́ Іва́нович Боровико́вський (10 (22) лютого 1808, с. Мелюшки Хорольський повіт на Полтавщині — 26 грудня 1889, там само) — український поет, фольклорист, етнограф. Опрацьовував фольклорні сюжети, звертався до народної поетики та ритміки.

## Життєпис
Народився у с. Мелюшках Хорольського повіту (тепер Хорольський район) у родині козака. Читати й писати Боровиковський навчився вдома, у 1819—1822 роках навчався в Хорольському повітовому училищі, а в 1822—1826 роках у Полтавській гімназії, де зацікавився літературою під впливом свого учителя словесності І. Г. Буткова.
У 1826 році Боровиковський вступає на етико-філологічний відділ філософського факультету Харківського університету. Вивчає філософію, російську і загальну історію, географію, латину, французьку та польську мови. Під впливом свого учителя П. Гулака-Артемовського, який викладав російську та польську мови, береться записувати народну творчість — пісні, казки та легенди, збирає матеріали для словника української мови і сам починає писати. Пише вірші російською та українською мовами, беручи теми з історичного минулого та з народного побуту, історії суспільно-політичного і культурного життя українського народу.
1828 року в журналі «Вѣстникъ Европы» з'являється перший твір Левка Боровиковського патріотична поема-билина «Пиръ Владиміра Великаго», написана білим віршем. Десь у цей же час поет пише ще одну баладу — «Смерть Пушкаря», змальовуючи в ній воєнні подвиги хороброго лицаря, котрий мужньо б'ється з татарами та ляхами. Написано баладу майстерно, хоч у ній чимало архаїчної лексики і різних стильових умовностей, характерних для романтичного напрямку. Балада стає улюбленим жанром ліро-епічної творчості Боровиковського.
Перші свої твори Боровиковський писав російською. Але невдовзі він переходить на українську мову і досягає тут більшого успіху. Твором, якому судилося відіграти найвизначнішу роль у літературній долі Боровиковського, стала балада «Маруся» — вільний переспів «Свѣтланы» В. Жуковського. Переспів був настільки вдалий, що «Вѣстникъ Европы», публікуючи твір називав «Марусю» українською суперницею «Свѣтланы». Цією баладою Боровиковський зробив вдалу новаторську спробу ввести в молоду українську літературу зразки світової романтичної поезії, надавши національного колориту темам і мотивам європейської романтичної балади.
В студентські роки Боровиковський опублікував ще ряд своїх оригінальних та переспівних творів: «Подражаніє Горацію», «Два ворони», «Фарис», «Гайдамаки», «Ледащо», «Бандурист». Боровиковський перекладає оду Горація в серйозному тоні і насичує її національним українським колоритом, розширюючи ідейні рамки твору та висловлюючи свої думки й погляди. Деякі спроби критично оцінити дійсність є і в баладі «Ледащо» (1830 р.).
Дальшим кроком Боровиковського на шляху збагачення української культури здобутками світової літератури були його переклади «Кримських сонетів» та поеми «Фарсис» Адама Міцкевича. Він переклав усі ці сонети, але до нас дійшов тільки один з них — «Акерманські степи». Пізніше він переклав «Кримські сонети» ще й російською мовою.
Збереглися тільки два переклади творів О. Пушкіна: «Два ворони» («Ворон к ворону летит») та «Зимовий вечір». Відтворюючи вміст оригіналу, Боровиковський і тут вводить український колорит. У вірші «Два ворони», наприклад, замість богатиря, що лежить убитий у чистім полі, з'являється козак, замість «хазяйки молодої» — молода козачка. Російські нині, що про них згадує Пушкін у «Зимовому вечорі», Боровиковський замінює українськими.
Одночасно з перекладами Боровиковський пише й оригінальні, переважно лірико-романтичні твори, в яких позначається захоплення поета народною творчістю, серед яких балади «Бандурист» та «Гайдамаки».
Приблизно 1827 року Боровиковський почав укладати український словник, над яким працював згодом багато років, так і не завершивши праці. У Харкові поет близько сходиться з Ізмаїлом Срезневським, тоді студентом, який пізніше став відомим видавцем, письменником і вченим.
1830 року закінчив університетський курс зі ступенем «кандидата на отличие».
Закінчивши Харківський університет, Боровиковський дістав роботу в Курську, де шість років (1831—1837) викладав у гімназії історію, географію, латинську мову і завідував бібліотекою. В архіві збереглися дві промови Боровиковського перед випускниками Курської гімназії. Письменник виступає за поширення освіти серед народу, вбачаючи у цьому «благо суспільне й особисте». На думку Боровиковського, освіта виховує гуманні почуття, а «без глибокої освіченості можна стати жорстоким руйначем».

Рукопис балади «Чарівниця»

У Курську Левко Іванович продовжує літературну діяльність, пише нові твори, готує збірку віршів, маючи намір її видати, впорядковує свої фольклорні записи. Тут він написав кілька балад за мотивами народних повір'їв і легенд: «Журба», «Чарівниця», «Козак», «Заманка», «Віщба», «Убійство» та ін. В основу балади «Чарівниця» ліг зміст відомої народної пісні «Ой не ходи, Грицю, та й на вечорницю» автором якої, вважають, була легендарна народна поетеса XVII століття Маруся Чурай.
1831 року Срезневський, готуючись видати альманах творів українських письменників («Український альманах»), запросив Боровиковського виступити в ньому. Левко Іванович посилає йому 7 своїх творів, з яких було опубліковано лише один — баладу «Козак», яку високо оцінив Євген Гребінка.
Весною 1837 року Боровиковського переводять до Новочеркаської гімназії. Про цей період життя і творчості поета збереглося дуже мало відомостей. Певно, працюючи у Новочеркаську, Боровиковський написав вірші «Дій» та «Чорноморець». За життя поета вони не друкувались і пролежали в архіві І. Срезневського аж до 1930 року, коли, разом з творами інших поетів, були вміщені в книзі «Харківська школа романтиків».
Влітку 1838 року з допомогою брата Івана, теж викладача, Левко Іванович переїздить до Полтави. Він викладає в гімназії латинську мову, а з наступного року стає ще й викладачем російської словесності та географії у Полтавському дівочому інституті. В цей же час тут працював П. Гулак-Артемовський. Обидва поети часто зустрічались, обговорювали наболілі питання літературного життя і творчості. Боровиковський, як і раніше, багато працює, пише балади, байки, збирає фольклорні твори.
На весну 1839 року у поета зібралося вже 600 байок та примовок (нам відомо поки що тільки 195) та чимало ліричних творів, але публікувати їх поетові було ніде, бо «Вѣстникъ Европы» перестав виходити, а в «Украинском вестнике» досить сильні були реакційні тенденції, а незабаром російське самодержавство закрило й цей журнал. Лише 1840 року журнал «Отечественные записки» вмістив цикл «баллад малороссійских» Л. Боровиковського: «Две доли», «Хромой скрипач», «Великан», «Ружье», «Лихо», «Кузнец». Це, власне, і не балади, а короткі, перейняті романтичним духом оповідання, написані у формі ритмічної прози на матеріалі українських народних казок.
1841 року Євген Гребінка видав у Петербурзі альманах «Ластівка», де поряд з творами Т. Шевченка, І. Котляревського, В. Забіли та інших поетів було вміщено й твори Л. Боровиковського — поезії «Волох», «Розставання», «Чорноморець», «Палій», «Вивідка», «Зимній вечір», одинадцять байок і примовок, понад сто прислів'їв і загадок.
Писав Боровиковський і прозу, але ці твори не збереглися.
Значно більше пощастило байкарській спадщині Левка Івановича. Поет почав писати байки на початку 30-х років. Частину їх надрукував у своєму альманасі «Ластівка» Євген Гребінка. 1852 року в Києві вийшла друком збірка Л. Боровиковського «Байки й прибаютки». Боровиковський недарма назвав ці твори байками і примовками. Це два хоч і близькі, але різні жанри. Якщо байка — переважно сатирична, викривальна література, то прибаютка, приповідка стоять ближче до гумору.
Байки Боровиковського мали неабиякий успіх, їх передруковували у різних антологіях і збірниках. Чимало образних висловів із байок перейшли в фольклор (наприклад: "Голодний Клим озвавсь баса: «Найлучча птиця — ковбаса!», «Хто сам собі дає зарік — пропащий чоловік» та ін,).

### Пізній період

Надгробок на могилі Боровиковського в с. Мелюшки

У тридцять п'ять років поет одружується і в його літературній діяльності починається творчий спад. Незабаром Боровиковський переходить на посаду інспектора Полтавської гімназії. А ще трохи згодом письменника спіткала тяжка психічна хвороба. Десь близько п'ятдесяти років він іде у відставку і живе то в рідних Мелюшках, то в Хоролі, зовсім припинивши літературну діяльність. З листів поета видно, що жилося йому дуже важко. В архівах збереглося його «прошеніє» про збільшення пенсійної допомоги «для приличного безбедного меня и жены моей содержания и необходимейшего воспитания моих детей».
Останні роки життя Левка Івановича минали в рідному селі. 1876 року про нього згадав письменник Олександр Кониський. Розшукавши поета, Кониський запросив його взяти участь у виданні збірки творів українських письменників, яку він готував. Боровиковський радо відгукнувся, написав кілька байок і послав їх Кониському. Через цензурні утиски задумана збірка не вийшла, а твори Боровиковського надовго залягли в архіві. Нові байки Левка Івановича — «Вода та Гребля», «Слон, Свиня і Звірі», «Лисиця-охвицер» — відрізняються від ранніх його творів. Це вже не короткі за формою, а розгорнуті сюжетні байки. Майстерністю вони поступаються перед творами зі збірки «Байки й примовки», але критика дійсності в них значно рішучіша.
Боровиковський мріяв видати два томи своїх творів. Була в нього думка звернутися через сина Олександра до петербурзьких видавців. Просив він допомоги і в Кониського. Та ці заміри не здійснилися. 26 грудня 1889 року на 81 році Боровиковський помер. Його поховали на маляренківському кладовищі, недалеко від садиби. Могилу Боровиковського розшукали хорольські учні під керівництвом учителя-краєзнавця К. О. Ходосова. У 1961 році на могилі встановлено цегляний обеліск, який у 1986 році замінили мармуровим пам'ятником.

## Родина
Старший син поета Олександр ще юнаком написав розвідку «Жіноча доля за українськими піснями». Пізніше вибудував успішну суддівську кар'єру. У роки поширення революційного народництва Олександр Львович писав пристрасні революційні вірші і публікував їх на сторінках журналу «Отечественные записки».
Тяжка доля спіткала другого сина — Платона. В 1859 році, навчаючись у кадетському корпусі, він взяв участь у бунті кадетів проти адміністрації корпусу і за це був покараний. Опинившись у засланні, Платон Львович писав оповідання з життя в'язнів, деякі з них були опубліковані. Додому він повернувся вже після смерті батька.

## Творчість
Ще за життя Левка Боровиковського критика визнала новаторське значення його творчості, красу і силу його поетичного слова. Досконало володіючи рідною мовою, поет успішно випробував у своїх творах «її гнучкість, силу і багатство». Своїми романтичними творами Левко Боровиковський довів, що українською мовою можна передавати не тільки жартівливо-смішне. Для лірико-баладної творчості Боровиковського характерні глибокі переживання, драматизм дії.

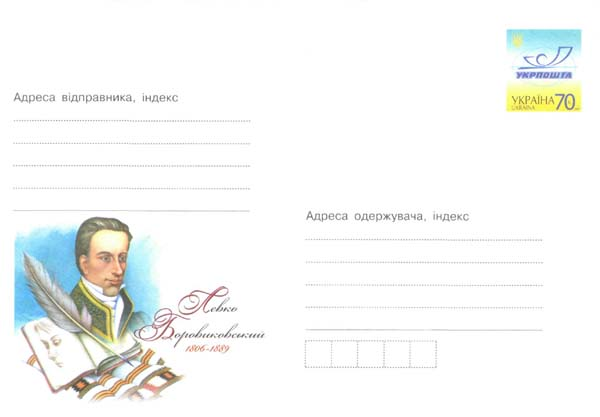
Поштовий конверт до ювілею Боровиковського, 2006 р.

В українську літературу Левко Боровиковський увійшов як визначний поет-романтик, який утвердив жанр літературної балади. Успішно розробляв він й інші жанри романтичної лірики, а також коротку байку-гумореску. Його творчий досвід у цих жанрах використали письменники наступних поколінь. Байкарська творчість Боровиковського позитивно вплинула на дальший розвиток цього жанру в українському письменстві. Творчість Левка Боровиковського — помітний крок уперед в розвитку нової української літератури.
Тарас Шевченко читав твори Боровиковського в альманасі «Ластівка», зокрема й ті, які вилучив цензор (останні читав у рукопису), можливо, і в «Отечественных записках» та «Вестнике Европы». Особисто Шевченко і Боровиковський не були знайомі. В останнього є лише згадка в листі до І. Срезневського 24 травня 1840 про перший «Кобзар»: «Особливо хвалять журнали „Кобзар“, що недавно вийшов — не знаю чий». Мотиви трагічного кохання, тема народного співця, характерні для деяких творів Боровиковського («Молодиця», «Бандурист»), простежуються і в ранніх творах Шевченка («Причинна», «Перебендя»).

### Байкарство

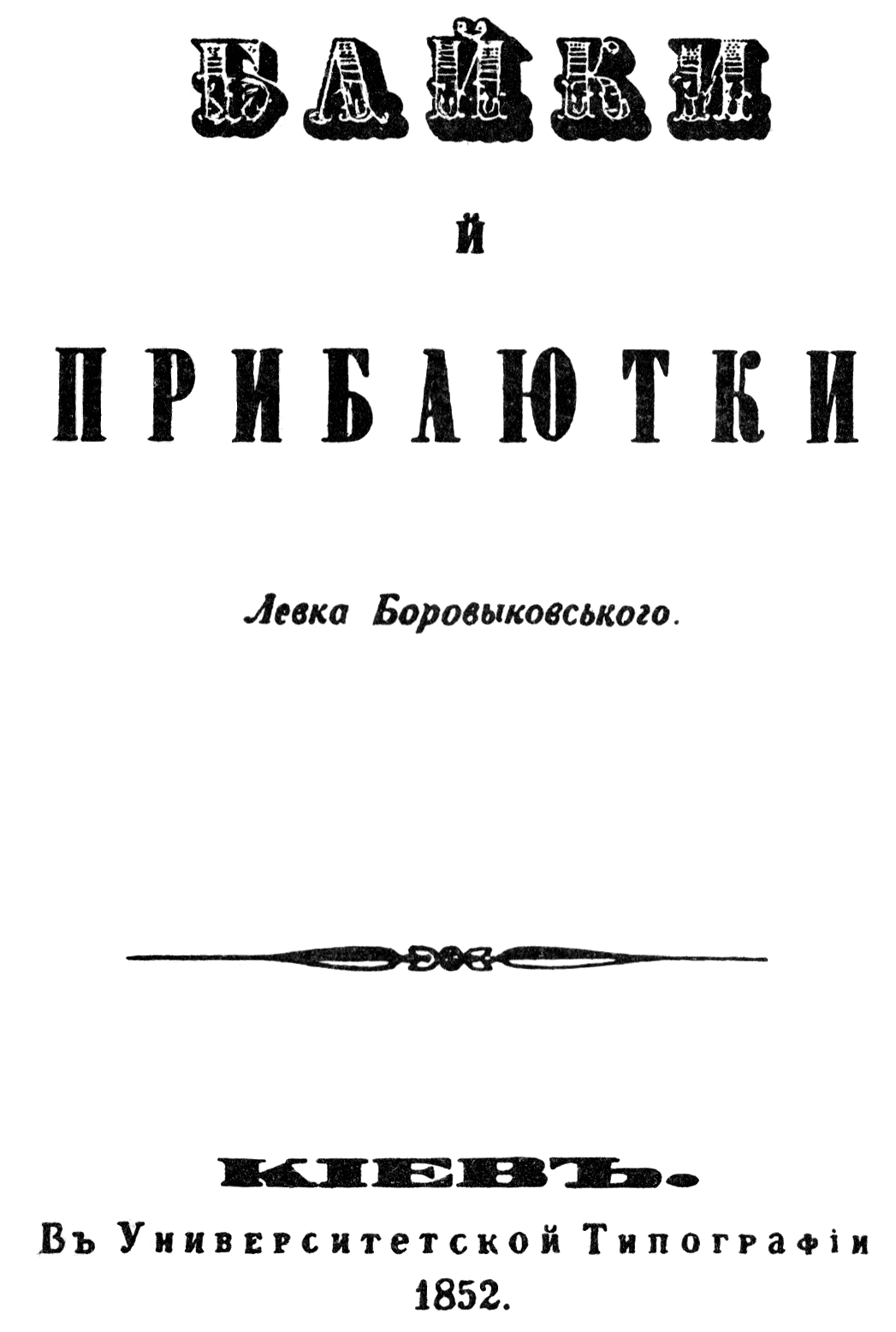
Оправа збірки «Байки й прибаютки»

Більшість байок Боровиковського присвячено побутовій тематиці, проблемам загальнолюдської моралі. Для розкриття цих тем поет бере народні гуморески, прислів'я, приказки. На основі народних прислів'їв та приповідок написано такі твори, як «Москаль і Мотря», «Свій дім — своя воля», «Йолоп Клим», «Жевжик», «Хома», «Учитель», «Злодій», «Потакач» та інші.
Байки Боровиковського мають стислий сюжет, в них нема розгорнутої моралі як це бачимо у творчості пізніших байкарів, наприклад Л. Глібова, або й сучасників поета, скажімо, Є. Гребінки. Замість широкої повчальної кінцівки, Л. Боровиковський дає афоризм, виражений приповідкою або прислів'ям. Наприклад: «Не все те золото, що блищить» («Трухлявина»), «Сова хоч спить, та курей бачить» («Курча»), «П'яному і море по коліна» («П'яний»), «Хто солодко живе, той гірко умирає» («Мети»), «На здогад буряків, щоб дали капусти» і т. д.
Оцінюючи байкарську спадщину Боровиковського, український поет, фольклорист і видавець А. Метлинський у рецензії на збірку «Байки й прибаютки» писав: «Басни Боровиковского частию заимствованы из Крылова и других баснописцев, частию принадлежат самому автору, но все более или менее верны духу народа, исполнены юмора, шутливости, остроумия и нередко могут служить верным зеркалом народных обычаев».

## Вшанування пам'яті
У містах Львів, Луцьк та Хорол є вулиця Боровиковського.
У місті Дніпро є вулиця Левка Боровиковського.
У місті Харків в’їзд Ладигіна перейменували на в’їзд Левка Боровиковського.